# La Navidad
Pour les articles homonymes, voir Navidad (homonymie).
La Navidad (en français, La Nativité), est le premier établissement permanent construit par Christophe Colomb et ses hommes dans l'île d'Hispaniola, au Nouveau Monde, fin décembre 1492. 
Sa construction est la conséquence du naufrage de la Santa Maria lors du premier voyage du navigateur, au cours de la nuit du réveillon de Noël de cette année-là, alors que les navires de l'expédition mouillaient dans une baie nommée Bahía de la Navidad (« Baie de Noël »). 
Cette baie a été localisée, à l'est de la ville actuelle de Cap-Haïtien en Haïti, sur le site du village d'En Bas Saline, situé près de la localité de Bord de Mer sur le territoire de l'actuelle commune de Limonade, (voir carte, ainsi que « la photo »(Archive.org • Wikiwix • Archive.is • Google • Que faire ?)).

## Histoire

### Les jours précédents
Depuis le 21 décembre, Colomb et ses hommes mouillaient dans une baie baptisée par le navigateur « Port Saint Thomas » (aujourd'hui baie de l'Acul). Le 22, il rencontrait pour la première fois Guacanagarix (en) le cacique de la chefferie du Marien, qui lui sera par la suite d'un grand secours. Ayant ensuite appareillé, il traverse la baie du Cap-Haïtien le 24. C'est dans la soirée même que la catastrophe se produisit, à proximité de là, entre Cap-Haïtien et la localité de Caracol.

### Un fortin de fortune
Le naufrage de la Santa Maria sur les récifs est dû à l'inexpérience d'un jeune mousse, auquel le timonier avait confié la barre du navire pour aller se reposer. Le 25 décembre 1492, le navire, qui n'a pas sombré, est pourtant perdu et seule l'aide des Taïnos, dirigés par le cacique Guacanagarix, permet de débarquer dans l'urgence la plus grande partie de la cargaison.
Le jeudi 27 décembre 1492, Colomb doit se résoudre à laisser 39 hommes sur place dans un petit fortin édifié avec le bois récupéré sur le navire échoué. Parmi les hommes restés sur place se trouvent un charpentier, un tonnelier, un médecin et un tailleur. Ils reçoivent des graines, des vivres, des armes et des outils. L'amiral promet de revenir les chercher.
Le 4 janvier 1493, Colomb et ses marins, rassemblés sur le seul navire restant, La Niña, prennent la mer pour rentrer au plus vite en Espagne, en longeant la côte de l'île jusqu'à la baie de Samaná.
Parmi les marins restés sur l'île se trouvait un de ses proches amis, Diego de Arana, originaire de Cordoue. Il était capitaine et maître de justice de l'Armada. Il était aussi le cousin de Beatriz de Arana, la mère du deuxième fils de l'Amiral, Hernando Colon y Arana.

### De La Navidad à La Isabela
Le 28 novembre 1493, l'« Amiral de la Mer Océane » peut de nouveau mouiller dans la baie, avec 17 vaisseaux et 1 200 hommes. Le fortin a été détruit et incendié. Colomb retrouve quelques cadavres. Les Taïnos ne tardent pas à aller à la rencontre de la flotte de Colomb pour tenter d'expliquer ce qui s'est passé. La brutalité et l'avidité des nouveaux colons, qui se sont traduites par des rapts de femmes et des rapines, les ont conduits à se disputer et se diviser. Les Taïnos ont fini par tous les tuer, que ce soit dans des embuscades ou en prenant d'assaut le fortin qui n'était plus gardé que par huit hommes, trois étant, entre-temps, morts de maladie.
L'historien Denis Crouzet note que « désormais l'optique sur les Indiens de l'île d'Hispaniola ne peut plus être la même : ils ne peuvent plus être appréhendés comme un peuple pacifique, ignorant la violence ».
Cet échec incite Colomb à abandonner le site au profit de celui de La Isabela, à une centaine de kilomètres plus à l'est. Il s'y établit le 2 janvier 1494.

### La redécouverte du site
Après la seconde visite de Colomb, le site est tombé dans l'oubli européen, mais est resté dans la mémoire locale : un agriculteur haïtien conduit sur les lieux en 1977 le Dr William Hodges, missionnaire médical américain et archéologue amateur. Hodges reçut l'autorisation du gouvernement haïtien de faire des fouilles dans une partie des marais et ne tarda pas à mettre au jour des vestiges de l'ancien fortin.